# سعیدوو
سعیدوو (انگلیسی: Saitovo) یک شهرک در شهرستان کوشنارنکوفسکی جمهوری باشقیرستان در کشور روسیه است.